# ایندیان پوینت، میسوری
ایندیان پوینت (به انگلیسی: Indian Point) یک روستا (ایالات متحده آمریکا) در ایالات متحده آمریکا است که در شهرستان استون، میزوری واقع شده‌است.
 ایندیان پوینت ۱۰٫۱۱ کیلومتر مربع مساحت و ۵۲۸ نفر جمعیت دارد و ۲۹۷ متر بالاتر از سطح دریا واقع شده‌است.